# Jaroslav Barton
Jaroslav Barton (7 marzo 1947) è un ex calciatore cecoslovacco, di ruolo attaccante.
Vanta 4 presenze e 1 gol in Coppa UEFA e 7 incontri con 4 reti nella Coppa delle Coppe UEFA.

## Palmarès

### Club

#### Competizioni nazionali
- Campionato cecoslovacco: 1

Sparta ČKD Praga: 1966-1967
- Coppa di Cecoslovacchia: 1

Sparta ČKD Praga: 1971-1972